# Mellicta mevania
Mellicta mevania är en fjärilsart som beskrevs av Hans Fruhstorfer 1910. Mellicta mevania ingår i släktet Mellicta och familjen praktfjärilar. Inga underarter finns listade i Catalogue of Life.